# Mikey Graham
Michael Christopher Charles Graham (Dublin, 15 augustus 1972) is een Ierse zanger, bekend geworden als zanger van de boyband Boyzone.

## Biografie

### Jeugd
Graham werd geboren op 15 augustus 1972 in het noorden van Dublin. Hij was het jongste kind in een gezin van zeven waarvan vijf oudere zusters en één broer. Al op jonge leeftijd startte hij een carrière in de publiciteit. Zo verscheen hij op jonge leeftijd in commercials waaronder Mikado biscuits en het bekendere T-Mobile. Tevens schreef hij zich in bij de bekende Ierse Billy Barry Stage School. Een school waar kinderen vanaf 3 worden onderwezen in onder andere toneel en entertainment. Graham werkte net als bandgenoot Shane Lynch in zijn tienerjaren als automonteur. Een meningsverschil tussen beide heren zorgde vijftien jaar lang voor een geschil waarbij de twee nauwelijks met elkaar communiceerden.

### Boyzone
Voordat Graham lid werd van Boyzone had hij al deel uitgemaakt van een band genaamd Ivory. Tijdens zijn auditie voor de band die later bekend werd als Boyzone, zong hij het nummer "Two Out of Three Ain't Bad" van Meat Loaf. Graham werd echter niet direct geselecteerd voor de nieuwe band. Pas nadat manager Louis Walsh twee leden had ontslagen wegens een slechte instelling en motivatie, werd Graham alsnog toegevoegd aan de band.
De eerste single van de band was verrassend met Graham als leadzanger. Al snel werd de rol van leadzanger overgenomen door Ronan Keating en Stephen Gately. Graham stond uiteindelijk bekend als "de stille van de band." Later verkondigde hij in een interview dat hij een laag zelfvertrouwen had ontwikkeld doordat hij zijn persoonlijke muzieksmaak, rock en volksmuziek, niet kon ontwikkelen bij Boyzone. Hierdoor trad hij creatief en muzikaal gezien maar weinig toe op de voorgrond. Hij zong tijdens de periode 1993-2000 slechts op 4 nummers leadvocals.
Pas in 2007 kwam de band na een pauze van 7 jaar weer terug bij elkaar. Na een succesvolle reünie-tour en een greatest hits album ging de band nogmaals op tournee in 2009. Na het onverwachtse overlijden van bandlid Gately kwam de band met een nieuw album. Dit album, genaamd Brother, werd in 2010 uitgebracht. Sinds de comeback en het overlijden van bandlid Gately trad Graham in zijn voetsporen als tweede zanger van de band. Op recentere albums van Boyzone is hij regelmatig te horen als leadzanger naast Keating of solo.

### Solo
Na de ingelaste pauze in 2000 werd Graham depressief. Tijdens zijn herstel trainde hij onder andere in de Verenigde Staten zijn acteerkwaliteiten. Tevens werkte hij aan zijn eerste soloalbum genaamd Meet Me Halfway. Het album kwam uit in 2001 en werd positief ontvangen door critici, maar geen succes. Slechts twee singles haalden de UK Top 75. Het album zelf haalde de hitlijst niet. Na het mislukken van zijn solocarrière studeerde Graham Muziektechnologie en Geluidproductie.
Als acteur speelde hij in de slecht ontvangen Ierse cultfilm Fatal Deviation. Daarnaast nam hij ook deel aan het vijfde seizoen van de Ierse versie van Dancing on Ice. Daarmee trad hij in de voetsporen van voormalig bandlid Gately, die twee jaar daarvoor als deelnemer aan het programma meedeed. Daarnaast deed Graham met zijn zelfgeschreven nummer "Baby, Nothing's Wrong" mee aan het Ierse Nationale songfestival. Hij werd tweede en deed daarom niet mee aan het Eurovision songfestival.

### Privéleven
Graham is getrouwd met Karen Corradi in augustus 2004. Met haar heeft hij één dochter. Ook heeft Graham een dochter uit een vorige relatie.
- Gemeinsame Normdatei: 135210607
- International Standard Name Identifier: 0000 0000 5610 5152
- MusicBrainz: ceac9430-c271-41e4-83a3-111e7a0a936b
- Virtual International Authority File: 80033343
- WorldCat: E39PBJfgYgpcBdPCVwWxwpGrbd